# ریکو مورییاسو
ریکو مورییاسو (انگلیسی: Riku Moriyasu؛ زادهٔ ۲۱ ژوئن ۱۹۹۵) بازیکن فوتبال اهل ژاپن است.